# Thomas Say
Thomas Say (ur. 27 czerwca 1787, zm. 10 października 1834) – amerykański biolog, zoolog, entomolog, karcynolog, malakolog, konchiolog, taksonom, farmaceuta. Nazywany ojcem amerykańskiej entomologii. Był założycielem Amerykańskiego Towarzystwa Entomologicznego (Entomological Society of America). Był autorem pierwszej wydanej w Stanach Zjednoczonych pracy poświęconej entomologii American Entomology (1824–1828). 
Say urodził się w Filadelfii w rodzinie kwakrów. Pracę zawodową zaczynał jako aptekarz w rodzinnym mieście. Był przyrodnikiem samoukiem, ale w już wieku 25 lat został członkiem założycielem Academy of Natural Sciences of Philadelphia.
W 1818 Say towarzyszył kierującemu Akademią Williamowi Maclure w ekspedycji na przybrzeżne wyspy Georgii i Florydy. W latach 1819–20 już jako zoolog uczestniczył w ekspedycji majora Stephena H. Longa w Góry Skaliste. Podczas tych wypraw Say pierwszy opisał kojota, lisa płowego oraz ptaki: tyrana zachodniego (Tyrannus verticalis), gołąbczaka pręgosternego (Patagioenas fasciata), skalika złotorzytnego (Salpinctes obsoletus), czyża małego (Spinus psaltria), trawiarczyka (Chondestes grammacus), łuszczyka lazurowego (Passerina amoena), lasówkę zielonkawą (Leiothlypis celata). W 1823 Say był zoologiem wyprawy Longa do wodospadów na rzece Missisipi.
Say był zapalonym pasjonatem, żył skromnie w pomieszczeniach Academy of Natural Sciences w Filadelfii. Cały swój czas poświęcał zoologii, opisom taksonomii. Opisał ponad 1000 nowych gatunków chrząszczy oraz 400 innych owadów. Około 400 gatunków pochodziło z terenów Indiany: 
- 205 błonkoskrzydłych (pszczoły, mrówkowate)
- 111 muchówek (muchy, komarowate)
- 17 chrząszczy
- 38 pluskwiaków różnoskrzydłych (wtykowate, Pentatomoidea)
- 11 pluskwiaków równoskrzydłych (cykadowate)
- 1 sieciarka
- 5 jętek
- 16 ważek (m.in. ważki równoskrzydłe).

Do gatunków po raz pierwszy opisanych przez Saya należą między innymi:
- hutia kubańska (1822)
- Melanotus fissilis
- Solenopsis molesta (mrówkowate)
- Diabrotica longicornis
- Blissus leucopterus
- Eleodes opaca
- Eleodes suturalis
- Phytophaga destructor
- Dolerus arvensis
- Leptinotarsa decimlineata (chrząszcz z Kolorado)
- Trichobaris trinotata (z rodziny sówkowatych)
- Cassida bivittata
- Epicaerus imbricatus (chrząszcz)
- Orchestes pallicornis
- Anthonomus quadrigibbus
- Aegeria exitiosa
- Erythroneura comes
- Anthonomus signatus (ryjkowcowate)
- Saperda calcarata
- Lixus concavus (ryjkowcowate)
- Mylabris obtectus
- Scolytus quadrispinosus
- Anopheles quadrimaculatus (moskity)
- Anopheles punctipennis (moskity)
- Culex quinquefasciatus (komarowate, rodzina Culex)
- Melanoplus bivittatus
- Systena taeniata

## Publikacje[2]
- Say, T. 1817. Article "Conchology." in W. Nicholson (ed.). American Edition of the British Encyclopedia or Dictionary of Arts and Sciences, Comprising an Accurate and Popular View of the Present Improved State of Human Knowledge. First Edition. Samuel A. Mitchell and Horace Ames, Philadelphia, Pennsylvania. Vol. 2 + 4 plates. No pagination.

- Say, T. 1817. Descriptions of seven species of American fresh water and land shells, not noticed in the systems. Journal of the Academy of Natural Sciences of Philadelphia 1(1):13-16.

- Say, T. 1817. Descriptions of seven species of American fresh water and land shells, not noticed in the systems. (cont.). Journal of the Academy of Natural Sciences of Philadelphia 1(2):17-18.

- Say, T. 1818. Article "Conchology." in W. Nicholson (ed.). American Edition of the British Encyclopedia or Dictionary of Arts and Sciences. 2nd Edition, Samuel, A. Mitchel and Horace Ames, Philadelphia, Pennsylvania. Vol. 4 + 4 plates. No pagination.

- Say, T. 1818. Description of a new genus of fresh water bivalve shells. Journal of the Academy of Natural Sciences of Philadelphia 1(11):459-460.

- Say, T. 1818. Account of two new genera, and several new species, of fresh water and land shells. Journal of the Academy of Natural Sciences of Philadelphia 1(2):276-284.

- Say, T. 1819. Article "Conchology." in W. Nicholson (ed.). American Edition of the British Encyclopedia or Dictionary of Arts and Sciences, Comprising an Accurate and Popular View of the Present Improved State of Human Knowledge. 3rd Edition, Samuel, A. Mitchel and Horace Ames, Philadelphia, Pennsylvania.

- Say, T. 1821. Descriptions of univalve shells of the United States. Journal of the Academy of Natural Sciences of Philadelphia 2(1):149-179.

- Say, T. 1822. Description of univalve terrestrial and fluviatile shells of the United States. Journal of the Academy of Natural Sciences of Philadelphia 2(2):370-381.

- Say, T. 1824. Narrative of an expedition to the source of St. Peter's River, etc., under the command of Major Stephen H. Long. Long's Expedition. 2:256-265.

- Say, T. 1825. Appendix Part I. - Natural History. 1. Zoology C. Class Mollusca in W.H. Keating, Narrative of an Expedition to the Source of St. Peter's River, etc., under the command of Stephen H. Long, U.S.T.E. 2:5-13.

- Say, T. 1825. Descriptions of some new species of fresh water and land shells of the United States. Journal of the Academy of Natural Sciences of Philadelphia 5:119-131.

- Say, T. 1829. Descriptions of some new terrestrial and fluviatile shells of North America. The Disseminator of Useful Knowledge; containing hints to the youth of the U. States, from the School of Industry 2(15):229-230. 29 July 1829.

- Say, T. 1829. Descriptions of some new terrestrial and fluviatile shells of North America. (cont.). The Disseminator of Useful Knowledge; containing hints to the youth of the U. States, from the School of Industry 2(16):244-246. 12 August 1829.

- Say, T. 1829. Descriptions of some new terrestrial and fluviatile shells of North America. (cont.). The Disseminator of Useful Knowledge; containing hints to the youth of the U. States, from the School of Industry 2(17):259-261. 26 August 1829.

- Say, T. 1829. Descriptions of some new terrestrial and fluviatile shells of North America. (cont.). The Disseminator of Useful Knowledge; containing hints to the youth of the U. States, from the School of Industry 2(18):275-277. 9 September 1829.

- Say, T. 1829. Descriptions of some new terrestrial and fluviatile shells of North America. (cont.). The Disseminator of Useful Knowledge; containing hints to the youth of the U. States, from the School of Industry 2(19):291-293. 23 September 1829.

- Say, T. 1829. Descriptions of some new terrestrial and fluviatile shells of North America. (cont.). The Disseminator of Useful Knowledge; containing hints to the youth of the U. States, from the School of Industry 2(20):308-310. 7 October 1829.

- Say, T. 1829. Descriptions of some new terrestrial and fluviatile shells of North America. (cont.). The Disseminator of Useful Knowledge; containing hints to the youth of the U. States, from the School of Industry 2(21):323-325. 21 October 1829.

- Say, T. 1829. Descriptions of some new terrestrial and fluviatile shells of North America. (cont.). The Disseminator of Useful Knowledge; containing hints to the youth of the U. States, from the School of Industry 2(22):339-341. 4 November 1829.

- Say, T. 1829. Descriptions of some new terrestrial and fluviatile shells of North America. (cont.). The Disseminator of Useful Knowledge; containing hints to the youth of the U. States, from the School of Industry 2(23):355-356. 18 November 1829.

- Say, T. 1830. American Conchology, or descriptions of the shells of North America. Illustrated by colored figures from original drawings executed from nature. New Harmony, Indiana 1: unpaginated + plates 1-10.

- Say, T. 1830. New terrestrial and fluviatile shells of North America. The Disseminator. [2nd Series]. New Harmony, Indiana 1(27): no pagination. 28 December 1830.

- Say, T. 1831. American Conchology, or descriptions of the shells of North America. Illustrated by colored figures from original drawings executed from nature. New Harmony, Indiana 2-3: unpaginated + plates 11-30.

- Say, T. 1831. New terrestrial and fluviatile shells of North America. (cont.). The Disseminator. [2nd Series]. New Harmony, Indiana 1(29): no pagination, 15 January 1831.

- Say, T. 1831. New terrestrial and fluviatile shells of North America. (cont.). The Disseminator. [2nd Series]. New Harmony, Indiana 1(31): no pagination, 29 January 1831.

- Say, T. 1831. Descriptions of several new species of shells and of a new species of Lumbricus. Transylvania Journal of Medicine 4:525-528.

- Say, T. 1832. American Conchology, or descriptions of the shells of North America. Illustrated by colored figures from original drawings executed from nature. New Harmony, Indiana 4-5: unpaginated + plates 31-50.

- Say, T. 1834. An attempt to exhibit the synonymy of the western North American species of Unio and Alasmodonta. Appearing with Part 6 of American Conchology unpaginated.

- Say, T. 1834. American Conchology, or descriptions of the shells of North America. Illustrated by colored figures from original drawings executed from nature. New Harmony, Indiana 6: unpaginated + plates 51-60.

- Say, T. undated. American Conchology, or descriptions of the shells of North America. Illustrated by colored figures from original drawings executed from nature. New Harmony, Indiana 7: unpaginated + plates 61-68.